# Molay (Alto Sona)
Molay é uma comuna francesa na região administrativa de Borgonha-Franco-Condado, no departamento de Alto Sona. Estende-se por uma área de 7,66 km². Em 2010 a comuna tinha 66 habitantes (densidade: 8,6 hab./km²).

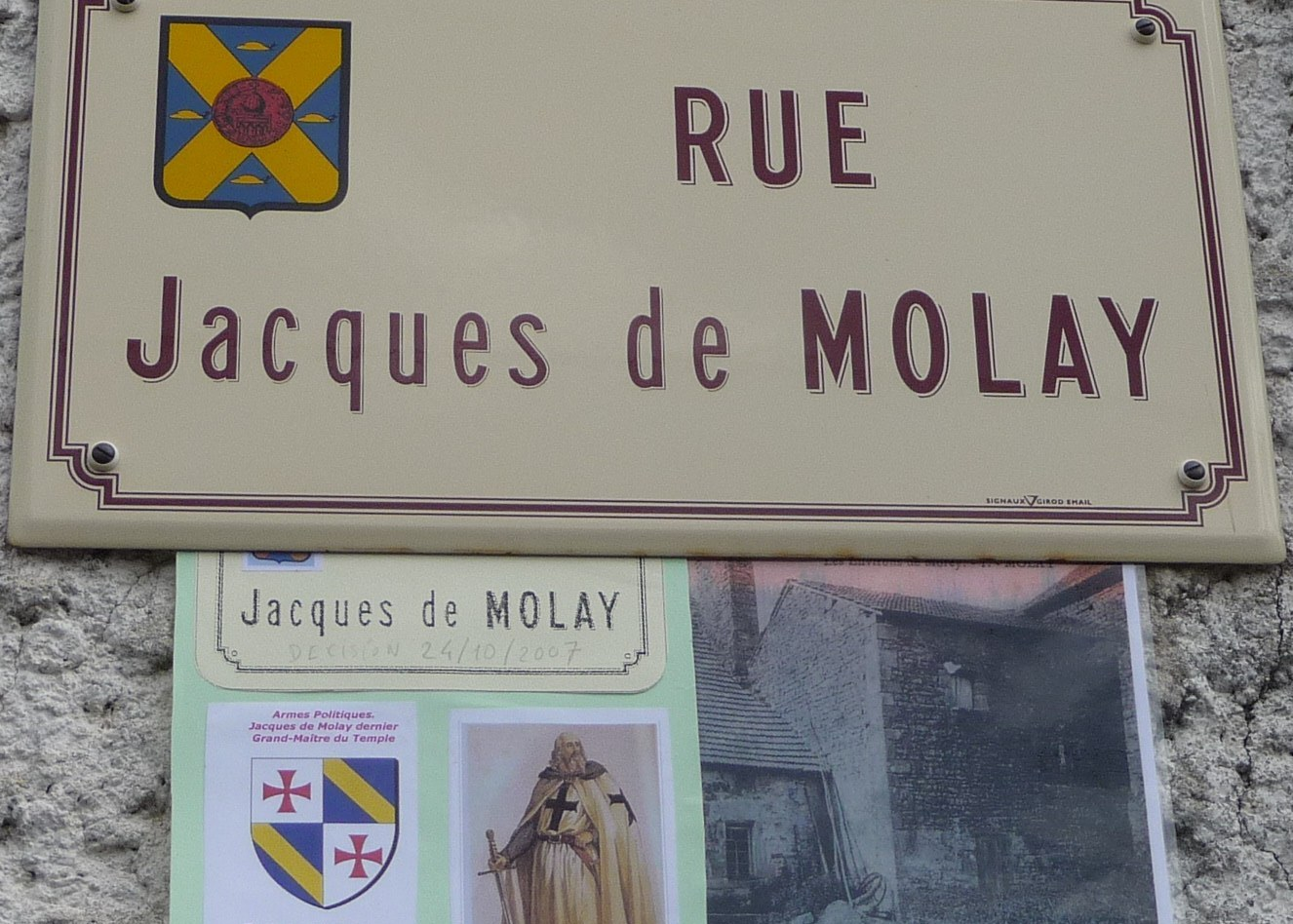
Jacques de Molay 1250 1314

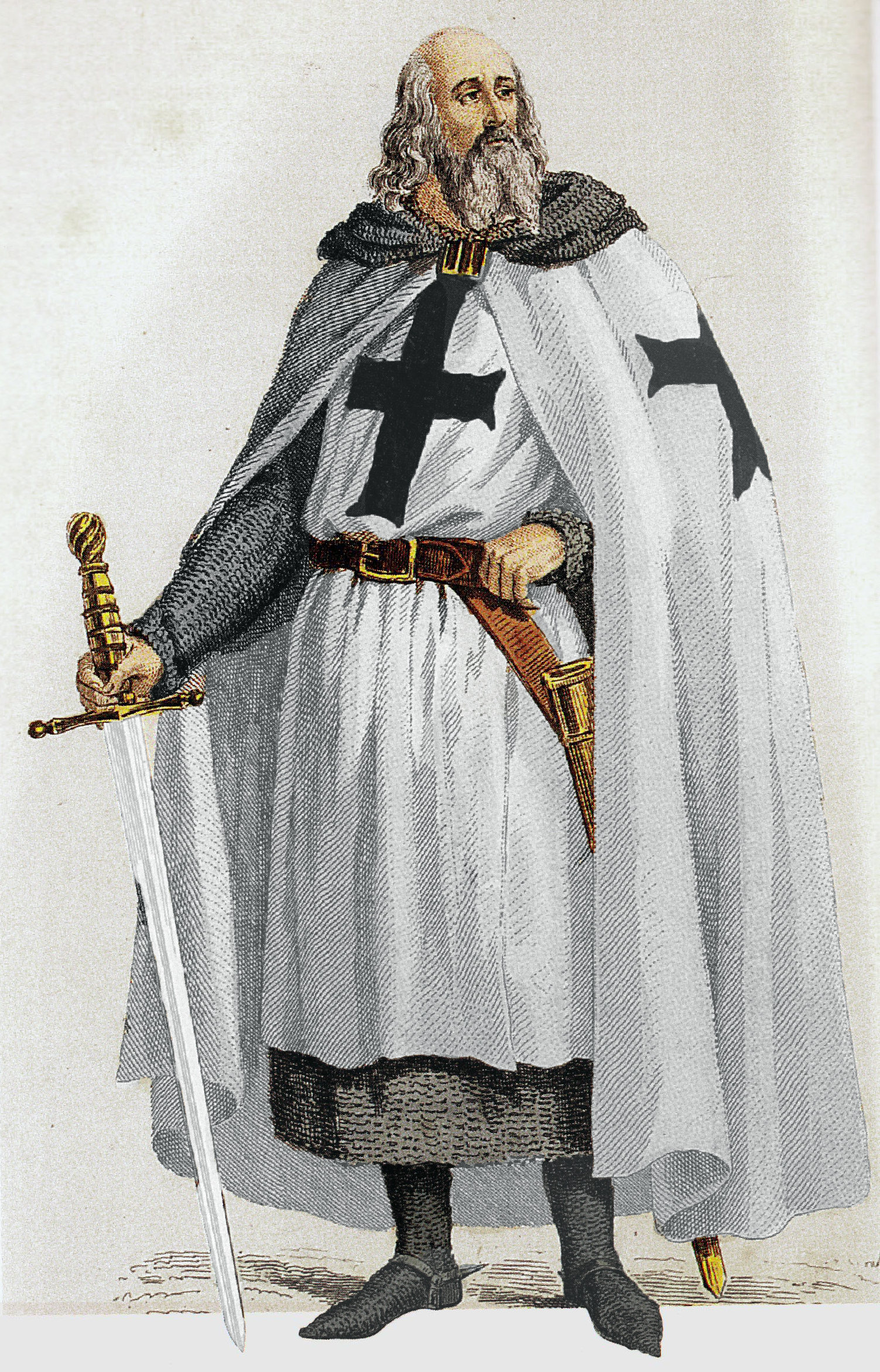
Jacques de Molay Haute-Saône